# The Slaughter of Innocence, A Requiem for the Mighty
The Slaughter of Innocence, A Requiem for the Mighty (v překladu Masakr neviny, rekviem pro mocné) je debutní studiové album britské black metalové skupiny Hecate Enthroned z roku 1997, které vyšlo u britského vydavatelství Blackend Records.

## Seznam skladeb
1. Goetia - 1:24
2. Beneath a December Twilight - 6:50
3. The Spell of the Winter Forest - 6:47
4. Affame in the Halls of Blasphemy - 5:41
5. A Monument for Eternal Martyrdom - 2:59
6. The Slaughter of Innocence, a Requiem for the Mighty - 4:49
7. The Haunted Gallows of Dawn - 3:38
8. Christfire - 4:18
9. Within the Ruins of Eden - 5:57
10. A Dance Macabre - 3:42
11. The Beckoning (An Eternity of Darkness) - 1:05

## Sestava
- Jon Kennedy — vokály
- Marc — kytara
- Paul Massey — baskytara
- Michael Snell — klávesy
- Robert Kendrick — bicí, perkuse
- Nigel Dennen — kytara